# Iglesia local

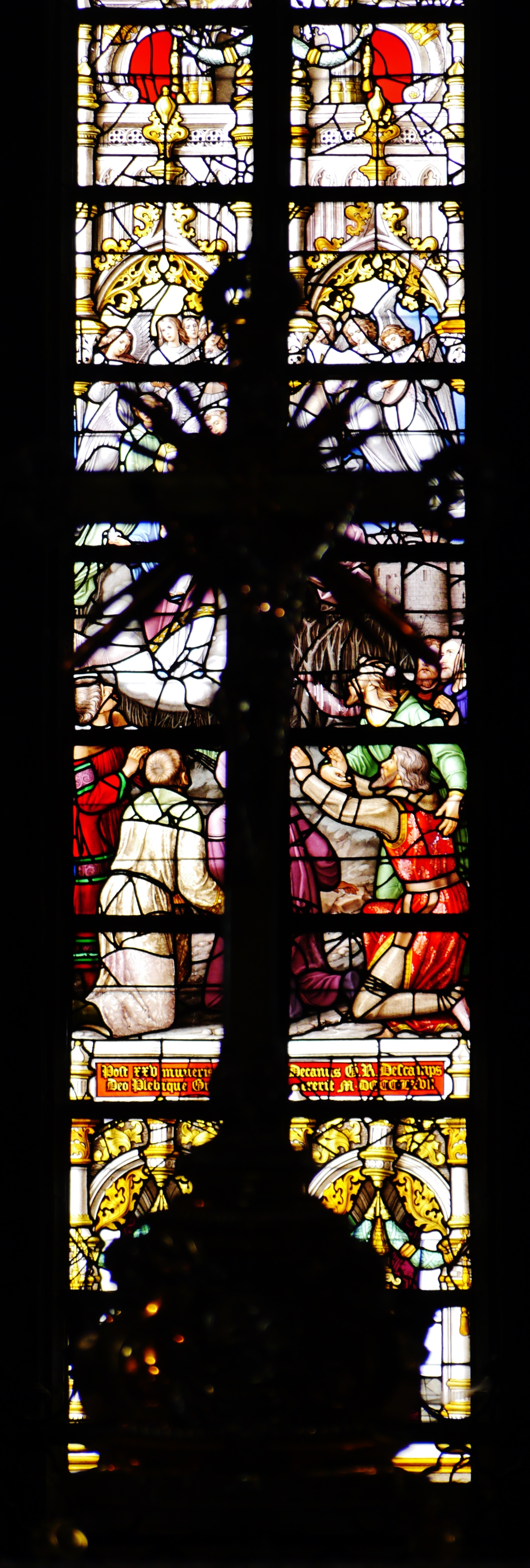
Ventanas del Coro de la Colegiata de San Waudru, Mons, Provincia de Hainaut, Valonia, Bélgica. Iglesia local.

Una Iglesia local es una organización religiosa cristiana que se reúne en un lugar en particular.

## Iglesia católica
En la Iglesia católica, la expresión Iglesia local tiene un amplio significado que sirve para designar a las realizaciones concretas de la Iglesia. Así, puede referirse tanto a las Iglesias patriarcales o regionales, las diócesis, las parroquias e incluso a las Iglesias domésticas que constituyen las familias cristianas; en todas ellas se manifiesta la presencia de la única Iglesia.

## Protestantismo
Muchas están organizadas formalmente, con una constitución y leyes, mantienen oficinas y son servidas por pastores o líderes que, en los países donde se permite, buscan un estatus corporativo no lucrativo.
Las iglesias locales suelen estar relacionadas o aún afiliadas con denominaciones y conectan con ellas a través de una tradición cristiana, compartida en un sentido amplio desde el punto de vista histórico, cultural y doctrinal con otras iglesias de una tradición similar.